# 성호경

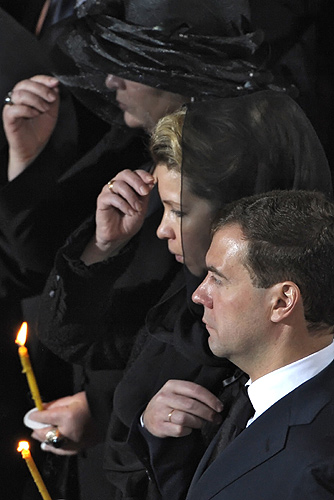
정교회 신자들이 (Patriarch Alexy II)의 장례식에서 십자성호를 긋고 있다.

성호경(聖號經)은 십자 성호를 동반하여 바치는 기독교의 기도이다. 가장 간단하면서 삼위일체에 따르는 신앙고백의 근간을 이루는 기도문으로, 로마 가톨릭교회, 동방 정교회, 성공회, 루터교 등에서 활용하고 있다.
십자성호와 연관된 삼위일체 신앙에서 성삼위(성부, 성자, 성령)의 호칭은 중세 초기부터 유래하며, 이는 세례 신앙고백을 분명하게 이어가는 것이다.
한편 미리 오른손에 성수를 찍어 십자 성호를 그으며 성호경을 바치는 것에서는, 십자표 자체가 세례를 기념하는 축복의 행위이며, 성수를 활용함으로써 세례를 기념하는 축복의 행위가 강화되고 있다.

## 기도문 본문

### 코이네 그리스어
εἰς τό ὄνομα τοῦ Πατρὸς
καί τοῦ Υἱοῦ
καί τοῦ Ἁγίου Πνεύματος, ἀμήν.

### 라틴어
In nomine Patris,
et Filii,
et Spiritus Sancti. Amen.

### 이탈리아어
Nel nóme del Padre
e del Figlio
e dello Spirito Santo. Amen.

### 에스파냐어
En el nombre del Padre,
y del Hijo
y del Espíritu Santo. Amén".

### 영어
In the name of the Father,
and of the Son,
and of the Holy Spirit, Amen.

### 프랑스어
Au nom du Père
et du Fils
et du Saint-Esprit. Amen.

### 한국어
성부와
성자와
성령의 이름으로, 아멘.

## 같이 보기
- 십자성호